# Misopates
Genre
Misopates est un genre de plantes à fleurs de la famille des Plantaginaceae, comprenant huit espèces.

## Liste des espèces
Selon Plants of the World online (POWO) (28 juin 2021) :
- Misopates calycinum (Lange) Rothm.
- Misopates chrysothales (Font Quer) Rothm.
- Misopates font-queri (Emb.) Ibn Tattou
- Misopates marraicum D.A.Sutton
- Misopates microcarpum (Pomel) D.A.Sutton
- Misopates oranense (Faure) D.A.Sutton
- Misopates orontium (L.) Raf.
- Misopates salvagense D.A.Sutton

## Systématique
Le nom scientifique complet (avec auteur) de ce taxon est Misopates Raf.. Misopates orontium est l'espèce type.
Misopates a pour synonyme, :
- Agorrhinum Fourr.